# Mayingit
Mayingit ist ein sehr selten vorkommendes Mineral aus der Mineralklasse der „Sulfide und Sulfosalze“ mit der chemischen Zusammensetzung IrBiTe und damit chemisch gesehen Iridium-Bismut-Tellurid.
Mayingit kristallisiert im kubischen Kristallsystem und konnte bisher nur in Form derber Aggregate bis etwa 0,2 mm Größe sowie eingewachsen in Chromit in Form dünner Äderchen bis etwa 0,2 mm Dicke und 1 mm Länge gefunden werden. Das Mineral ist in jeder Form undurchsichtig und von stahlschwarzer, im Auflicht auch hellweißer, gelbstichiger Farbe mit einem metallischen Glanz auf den Oberflächen. Auch seine Strichfarbe ist schwarz.

## Etymologie und Geschichte
Erstmals entdeckt wurde Mayingit in Mineralproben aus einer Seife am Luan-Fluss nahe dem Dorf Maying im Kreis Chengde etwa 230 km nordnordöstlich von Peking (Beijing) in der chinesischen Provinz Hebei. Die Erstbeschreibung erfolgte 1995 durch Yu Zuxiang, der das Mineral nach dessen Typlokalität benannte.
Das Typmaterial des Minerals wird im Chinesischen geologischen Museum (englisch National Museum for Geology, NMG) in Peking aufbewahrt.

## Klassifikation
Da der Mayingit erst 1993 als eigenständiges Mineral anerkannt und dies erst 1995 publiziert wurde, ist er in der seit 1977 veralteten 8. Auflage der Mineralsystematik nach Strunz noch nicht verzeichnet. Einzig im Lapis-Mineralienverzeichnis nach Stefan Weiß, das sich aus Rücksicht auf private Sammler und institutionelle Sammlungen noch nach dieser alten Form der Systematik von Karl Hugo Strunz richtet, erhielt das Mineral die System- und Mineral-Nr. II/D.17-155. In der „Lapis-Systematik“ entspricht dies der Klasse der „Sulfide und Sulfosalze“ und dort der Abteilung „Sulfide mit [dem Stoffmengenverhältnis] Metall : S,Se,Te < 1 : 1“, wo Mayingit zusammen mit Aurostibit, Cattierit, Changchengit, Dzharkenit, Erlichmanit, Fukuchilit, Geversit, Hauerit, Insizwait, Kruťait, Laurit, Maslovit, Michenerit, Padmait, Penroseit, Pyrit, Sperrylith, Testibiopalladit, Trogtalit, Vaesit und Villamanínit die „Pyrit-Gruppe“  mit der System-Nr. II/D.17 bildet (Stand 2018).
Die seit 2001 gültige und von der International Mineralogical Association (IMA) bis 2009 aktualisierte 9. Auflage der Strunz’schen Mineralsystematik ordnet den Mayingit dagegen in die neu definierte Abteilung der „Metallsulfide mit dem Stoffmengenverhältnis von M : S ≤ 1 : 2“ ein. Diese ist zudem weiter unterteilt nach dem genauen Stoffmengenverhältnis und den in der Verbindung vorherrschenden Metallen, so dass das Mineral entsprechend seiner Zusammensetzung in der Unterabteilung „M : S = 1 : 2, mit Fe, Co, Ni, PGE usw.“ zu finden ist, wo es zusammen mit Changchengit, Cobaltit, Gersdorffit-P213, Gersdorffit-Pa3, Gersdorffit-Pca21, Hollingworthit, Irarsit, Jolliffeit, Kalungait, Krutovit, Maslovit, Michenerit, Milotait, Padmait, Platarsit, Testibiopalladit, Tolovkit, Ullmannit und Willyamit die „Gersdorffitgruppe“ mit der System-Nr. 2.EB.25 bildet.
Auch die vorwiegend im englischen Sprachraum gebräuchliche Systematik der Minerale nach Dana ordnet den Mayingit in die Klasse der „Sulfide und Sulfosalze“ und dort in die Abteilung der „Sulfidminerale“ ein. Hier ist er allerdings in der „Pyritgruppe (Isometrisch: Pa3)“ mit der System-Nr. 02.12.01 innerhalb der Unterabteilung „Sulfide – einschließlich Seleniden und Telluriden – mit der Zusammensetzung AmBnXp, mit (m+n) : p = 1 : 2“ zu finden.

## Chemismus
Der idealen (theoretischen) Zusammensetzung von Mayingit (IrBiTe) zufolge besteht das Mineral aus Iridium (Ir), Bismut (Bi) und Tellur (Te) im Stoffmengenverhältnis von 1 : 1 : 1, was einem Massenanteil (Gewichts-%) von 36,35 % Ir, 39,52 % Bi und 24,13 % Te entspricht.
Die Analyse aus 11 Messungen am Typmaterial aus Maying ergab allerdings zusätzlich geringe Beimengungen zwischen 0,3 bis 3,2 % (durchschnittlich 1,9 %) Platin (Pt) und Spuren von bis zu 0,2 % Kupfer (Cu).

## Kristallstruktur
Mayingit kristallisiert kubisch in der Raumgruppe Pa3 (Raumgruppen-Nr. 205) mit dem Gitterparameter a = 6,50 Å sowie 4 Formeleinheiten pro Elementarzelle.

## Bildung und Fundorte
Mayingit findet sich in Chromit-Erzen und Mineralkonzentraten aus Seifen-Lagerstätten, wo er neben Chromit meist noch in Paragenese mit gediegen Gold und Platin sowie mit Irarsit, Iridisit, Laurit, Magnetit und Shuangfengit auftreten kann.
Mayingit gehört zu den sehr seltenen Mineralbildungen und konnte bisher nur in wenigen Proben aus einem eng begrenzten Fundgebiet nachgewiesen werden. Außer an seiner Typlokalität, einer Fluss-Seife nahe Maying fand sich das Mineral noch in Mineralkonzentraten nahe Gaotai und anderen, unbenannten Seifen-Lagerstätten am Luan-Fluss in dem zur chinesischen Provinz Hebei gehörenden Kreis Chengde.